# オロス (オゴデイ家)
オロス（モンゴル語: Oros、生没年不詳）は、オゴデイの孫のカイドゥの息子で、モンゴル帝国の皇族。『元史』などの漢文史料では斡羅思(wòluosī)、『集史』などのペルシア語史料ではاوروس(ūrūs)と記される。
グユク家のトクメらとともに、「カイドゥ・ウルス（カイドゥの国）」残党の中でも最後まで大元ウルスやチャガタイ・ウルスと敵対したことで知られる。

## 概要
『集史』「オゴデイ・カアン紀」によると、カイドゥと「ドルベジンという名の大カトン」との間に生まれた子供であるという。『集史』は「カイドゥはオロスを指名し、彼に全軍を与えていた」とも記しており、カイドゥからは後継者として扱われていたようである。
1301年、カイドゥは大軍勢を率いて大元ウルス領のモンゴル高原に侵攻したが、カイシャン率いる大元ウルス軍に阻まれ、この戦いで負った戦傷が元で亡くなってしまった（テケリクの戦い）。亡くなる直前、カイドゥはオロスを呼び寄せてチャガタイ家のドゥアを頼るよう訓示したが、そのドゥアはカイドゥの葬儀を取り仕切る中でオロスではなくカイドゥの庶長子のチャパルを支援した。
1303年にはドゥアの後ろ盾の下チャパルがエミル川にて即位したが、これに対して本来の後継者であったオロス、その妹で戦士としても有名だったクトルン、グユク家のトクメらはチャパルの即位を「カイドゥの意思と命令に背くもの」として非難し、両者は内戦状態に陥った。そもそもドゥアがチャパルを擁立した目的はオゴデイ家内部に不和をもたらすことで勢力を弱体化させ、代わってチャガタイ家が「カイドゥ・ウルス」のイニシアチブを得ることにあったと考えられ、オロスとチャパルがオゴデイ家どうしで相争うのはドゥアの目論み通りであった。
更に、1304年にはドゥアは長年敵対関係にあった大元ウルスと単独講和を果たし、チャパルやオロスらオゴデイ系諸王は本領のジュンガル盆地で孤立することになった。そのため、オロスらオゴデイ系諸王は大元ウルスとの国境にあたるアルタイ山脈方面に布陣したが、オロスは大元ウルス軍の総司令カイシャンと友情関係を結んでいたとも記され、両軍は必ずしも緊迫した状態になかったようである。
1306年7月、遂にカイシャン率いる大元ウルス軍はアルタイ山脈を越えてオゴデイ系諸王の領地に攻め込み（イルティシュ河の戦い）、オゴデイ系クチュ家のアルグイ、カダアン家のイェスン・トゥア、メリク家のトゥマンらほとんどのオゴデイ系諸王は捕虜となり、チャパル・オロス・トクメらのみが追撃を逃れて中央アジアに留まることができた。
大元ウルスに敗れたチャパル・オロスらはやむなくチャガタイ家のドゥアに投降し、同年クナス草原にてクリルタイを開催したドゥアはチャパルを廃位することで名実ともにカイドゥの後継＝中央アジアの支配者としての地位を確立した。しかし、ドゥアが1307年に亡くなると、その後を継いだ息子のゴンチェクも在位1年で急逝してしまい、遠縁で長老格のナリクが即位することになったが、今度はナリクとドゥアの遺児達との間で内戦が起こることになった。これを好機と見たチャパル、トクメ、オロスらオゴデイ家残党は蜂起し、ナリクを破って即位したケベクを一度は破った。
大元ウルスの支援を受け、またアリー・オグルらの援軍を得たケベク軍はチャパル/トクメらを破ることに成功した。敗走後、チャパルはイリ川を越えて大元ウルスに亡命したが、トクメはケベク軍によって追い詰められ、殺されてしまった。
ケベクに敗れた後のオロスについては記録がなく、この時亡くなったか、もしくはチャパルとともに大元ウルスに亡命したとみられる。

## カシン王家
- オゴデイ・カアン(Ögödei Qa'an ＞窩闊台,اوگتاى قاآن/Ūgtāy Qā'ān)
  - カシン大王(Qašin ＞合失/héshī,قاشی/qāshī)
    - カイドゥ大王(Qaidu ＞海都/hǎidōu,قايدو/qāydū)
      - 汝寧王チャパル(Čapar ＞察八児/chábāér,چاپار/chāpār)
        - 汝寧王オルジェイ・テムル(Ölǰei temür ＞完者帖木児/wánzhě tiēmùér)
          - 汝寧王クラタイ(Qulatai ＞忽剌台/hūlátái)

      - ヤンギチャル(Yangičar ＞يانگيچار/yāngīchār)
      - 叛王オロス(Oros ＞斡羅思/wòluosī,اوروس/ūrūs)
      - サルバン(Sarban ＞ساربان/sārbān)
      - クトルン・チャガン(Qutulun Čaγan ＞قوتولو ن جغا/qūtūlūn jaghā)